# Saruja
Saruja (àrab: سَارُوجَة, Sārūja) és un districte de Damasc, capital de Síria. Es troba situat al nord de la CIutat Vella de Damasc. Va ser la primera barriada que es va construir fora muralles, ja al segle xiii.

## Etimologia
L'etimologia del nom del lloc no és clares. Alguns investigadors afirmen que el nom prové de la paraula turca sarıca, que significa ‘groc’, mentre altres l'atribueixen a un cap local, Sarim Al-Din Saruja, que va morir el 1342.

## Història
Després que aquest barri fos creat pels mamelucs, va ser saquejat en els conflictes que van enfrontar els diferents prínceps mamelucs, la qual cosa va provocar la destrucció de tota l'escola llevantina Barani. La situació va empitjorar després que Tamerlà ocupés Damasc, ja al segle xiv. El barri es va convertir en una base per a les seves catapultes que disparaven contra la Ciutadella de Damasc. Tamerlà va acabar cremant Damasc, incloent-hi el barri de Saruja, abans de retirar-se.
El barri és famós pel seu soc, a més dels seus hammams, mesquites i madrasses, que daten del Soldanat mameluc.
El 16 de juliol de 2023, es va declarar un incendi a la zona que va destruir un gran nombre d'edificis històrics, inclòs el Palau d'Abdul Rahman Paixa Al-Iúsuf, així com parcialment el Palau d'Al-Azm, que conté el Centre de Documents Històrics.

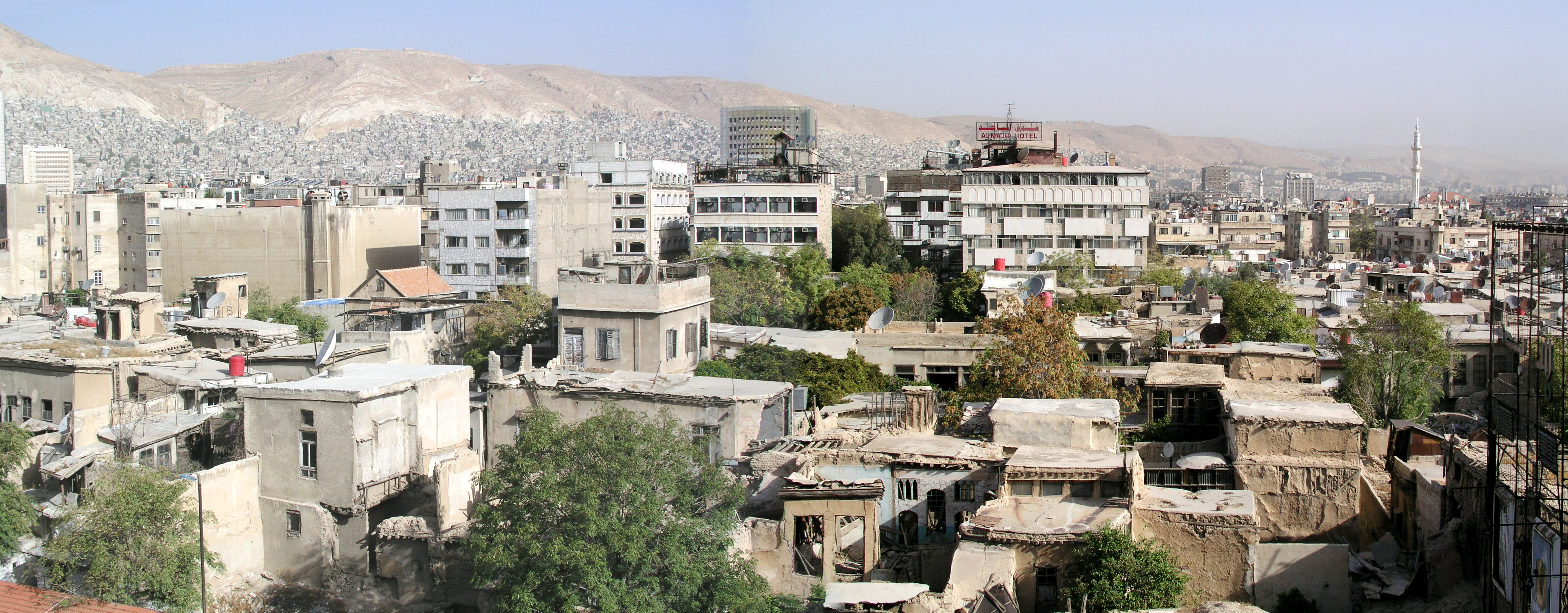
Vista del districte de Saruja.

## Barris
- Al-Adwi (16,088 hab.)
- Al-Amarah (2,159 hab.)
- Fares al-Khuri (8,970 hab.)
- Masjid Aqsab (14,148 hab.)
- Al-Qassaa (11,467 hab.)
- Al-Qusur (15,568 hab.)
- Al-Uqaybah (8,813 hab.)
- Saruja (6,601 hab.)